# Katolická církev v Konžské demokratické republice
Katolická církev v Konžské demokratické republice je křesťanské společenství v jednotě s papežem. Ke katolicismu se v Konžské demokratické republice hlásilo v roce 2005 asi 28,26 miliónu obyvatel , tzn. asi 55% populace. Katolicismus má v zemi velmi silné postavení, církev je vedle státu jednou z mála skutečných národních institucí a má velký vliv: v jejích základních školách se vzdělává asi 60% populace, ve středních asi 40%, má vlastní síť nemocnic a klinik i diecézních podnikatelských aktivit (farem, rančů, řemeslnických dílen a obchodů). V katolické církvi se používá varianta římského ritu, jíž je tzv. zairský ritus (podle dřívějšího názvu země), schválený Římem v roce 1988.

## Církevní struktura římskokatolické církve
V Konžské demokratické republice je 6 církevních provincií, mezi něž je rozděleno dalších 41 sufragánních diecézí:
- Arcidiecéze Bukavu
  - Diecéze Butembo-Beni
  - Diecéze Goma
  - Diecéze Kasongo
  - Diecéze Kindu
  - Diecéze Uvira

- Arcidiecéze Kananga
  - Diecéze Kabinda
  - Diecéze Kole
  - Diecéze Luebo
  - Diecéze Luiza
  - Diecéze Mbujimayi
  - Diecéze Mweka
  - Diecéze Tshumbe

- Arcidiecéze Kinshasa
  - Diecéze Boma
  - Diecéze Idiofa
  - Diecéze Inongo
  - Diecéze Kenge
  - Diecéze Kikwit
  - Diecéze Kisantu
  - Diecéze Matadi
  - Diecéze Popokabaka

- Arcidiecéze Kisangani
  - Diecéze Bondo
  - Diecéze Bunia
  - Diecéze Buta
  - Diecéze Doruma–Dungu
  - Diecéze Isangi
  - Diecéze Isiro–Niangara
  - Diecéze Mahagi–Nioka
  - Diecéze Wamba

- Arcidiecéze Lubumbashi
  - Diecéze Kalemie–Kirungu
  - Diecéze Kamina
  - Diecéze Kilwa–Kasenga
  - Diecéze Kolwezi
  - Diecéze Kongolo
  - Diecéze Manono
  - Diecéze Sakania–Kipushi

- Arcidiecéze Mbandaka-Bikoro
  - Diecéze Basankusu
  - Diecéze Bokungu–Ikela
  - Diecéze Budjala
  - Diecéze Lisala
  - Diecéze Lolo
  - Diecéze Molegbe.

## Biskupská konference
Všichni katoličtí biskupové v zemi jsou členy Biskupské národní konference Konga (Conférence Episcopale Nationale du Congo, CENCO) . Ta je organizována v Asociaci biskupských konferencí střední Afriky (Association des Conférences Episcopales de l'Afrique Centrale, ACEAC) a celoafrickém Sympoziu biskupských konferencí Afriky a Madagaskaru.

## Kardinálové z Konžské demokratické republiky
- Joseph-Albert Malula (1917-1989), kreován 1969
- Frédéric Etsou-Nzabi-Bamungwabi (1930-2007), kreován 1991
- Laurent Monsengwo Pasinya (1939–2021), kreován 2010

## Nunciatura
Svatý stolec má v Konžské demokratické republice od roku 1930 své zastoupení, od roku 1963 je reprezentován apoštolským nunciem, jímž je od roku 2015 Luis Mariano Montemayor.